# Galacho de La Alfranca

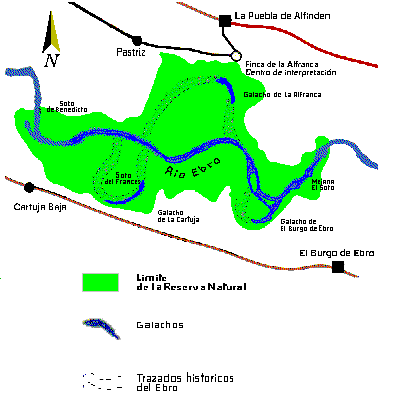
Mapa del Galacho de La Alfranca.

El galacho de La Alfranca se sitúa en Pastriz (Comarca Central, provincia de Zaragoza, Aragón, España), en el tramo medio del valle del Ebro. Dista unos 10 km de la ciudad de Zaragoza. Junto con los galachos de La Cartuja y el Burgo de Ebro configura la reserva natural dirigida a los Sotos y Galachos del Ebro.

## Generalidades
Un galacho se trata de un antiguo meandro del río abandonado por sucesivas modificaciones de su cauce.

## Flora y fauna
Próximas a la orilla, inundadas casi permanentemente, se pueden observar praderas de paspalum en el río y aneas y carrizos en los galachos.
- Datos: Q5874011